# 李名麟
李名麟，1948年出生，高科技企业界人士、高管。现为美国高通中国区总裁、全球副总裁。

## 简历
1948年李名麟生于上海，祖籍浙江镇海县北仑，小港李家的第五代。早年在香港长大念书，毕业于香港中文大学数学系，后赴美国留学，毕业于印第安纳大学研究生院。
20世纪80年代初任至于美国DEC迪吉多计算机公司，历任中国大陆、香港、台湾、菲律宾、大中华区等地区总经理，在中国大陆改革开放初期将迪吉多打造成中国最大的海外计算机提供商，曾为中国各大部委、中科院、重点大学提供计算机。
20世纪90年代，赴加拿大，任职于加拿大北方电讯公司，今是北电网络（Nortel）。历任Nortel大中华地区董事总经理、亚太区企业副总裁。任期内曾牵线加拿大政府，中国因而获得渥太华低息贷款，对中国现代电讯业早期发展多有助力。
1997年，香港回归，李获聘香港特别行政区政府资讯科技委员会委员，而与高锟共事，参与制定香港电信发展布局与策略。
20世纪初，就职于美国高通公司，历任东南亚、大洋洲区副总裁，任内主持高通在东南亚、澳洲电讯业务，对两地第三代移动电话普及贡献卓著。2002年10月，出任高通中国总执行官。